# Bofian
Bofian est une commune rurale située dans le département de Boura de la province de Sissili dans la région du Centre-Ouest au Burkina Faso.